# Stratos Tzitzis
Stratos Tzitzis (griechisch Στράτος Τζίτζης, * in Veria) ist ein griechischer Filmregisseur und Drehbuchautor.
Nach einem Wirtschaftsstudium an der Wirtschaftsuniversität Athen studierte er Regie an der Hellenic Cinema and Television School Stavrakos (HCTSS). Nach einigen Kurzfilmen entstand 2000 der erste Spielfilm Η αγάπη είναι ελέφαντας (Love is an Elephant). Der nächste Film Σώσε με (Rette Mich) hatte 2001 auf dem Filmfestival Thessaloniki (TIFF) Premiere und wurde 2014 zu einem der 20 besten griechischen Filme gewählt, die Hauptdarstellerin Maria Zorba erhielt den Preis als beste Schauspielerin. Er ist Gründungsmitglied der griechischen Filmakademie.

## Filmografie (Auswahl)
- 2000: I agapi ine elefandas (Η αγάπη είναι ελέφαντας)
- 2001: Sose me (Σώσε με)
- 2010: 45 m² (45 τετραγωνικά)
- 2016: Kavsi (Καύση)
- 2018: Night Out[7]